# Corizidolon
Corizidolon is een geslacht van wantsen uit de familie van de Miridae (Blindwantsen). Het geslacht werd voor het eerst wetenschappelijk beschreven door Odo Reuter in 1907.

## Soorten
Het genus bevat de volgende soorten:

- Corizidolon australiense Carvalho & Gross, 1979
- Corizidolon notaticolle Reuter, 1907